# Hue Saturation Brightness

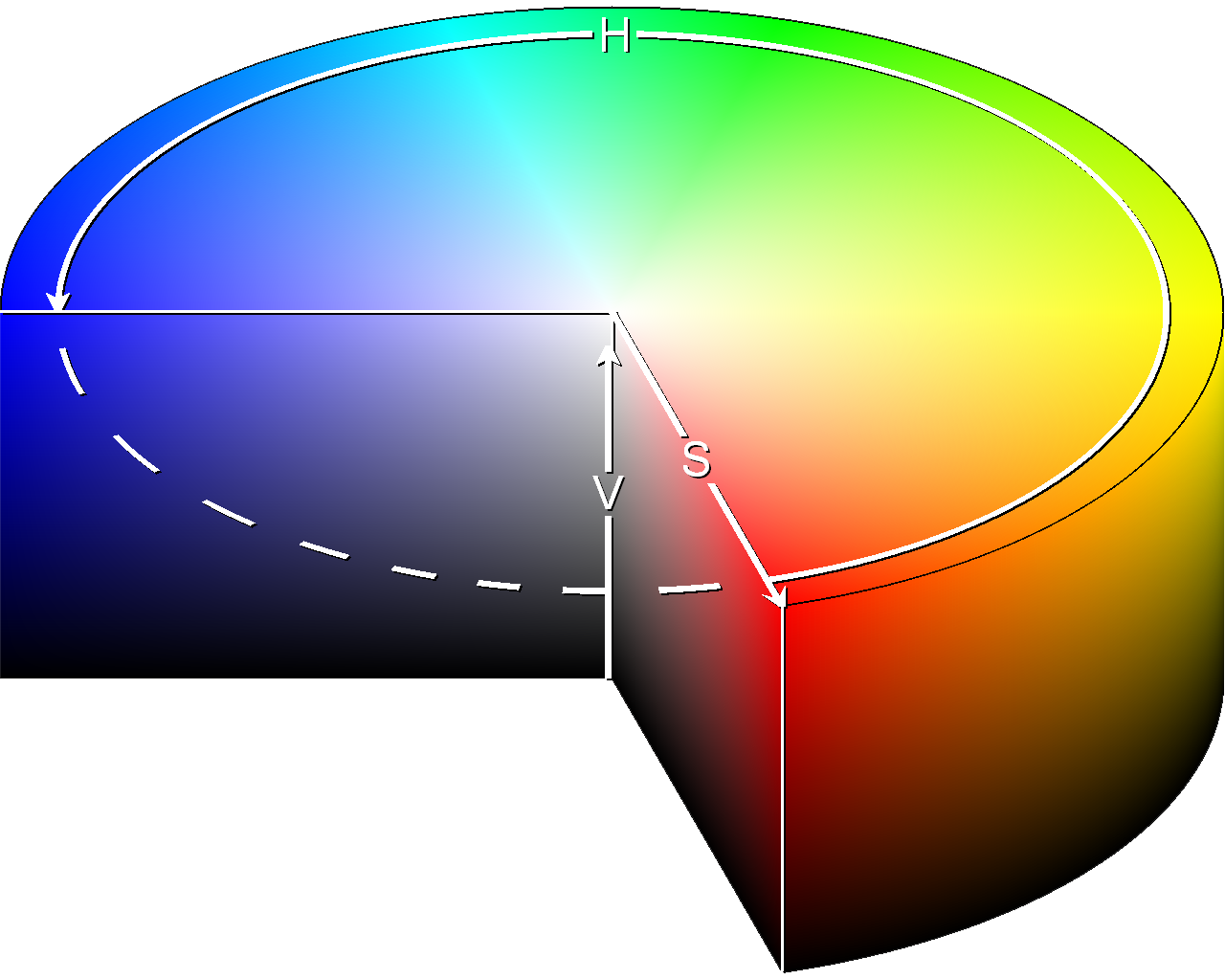
Descrizione grafica dello spazio colore HSV.

Hue Saturation Brightness (HSB), in inglese "tonalità, saturazione e luminosità", indica sia un metodo additivo di composizione dei colori, sia un modo per rappresentarli in un sistema digitale. Viene anche chiamato HSV da Hue Saturation Value (tonalità, saturazione e valore) o HSI da Hue Saturation Intensity (tonalità, saturazione ed intensità).
È una variante del modello Hue Saturation Lightness (HSL).

## Descrizione
Dei tre parametri, la tonalità (detta anche tinta) varia partendo convenzionalmente dal rosso primario a 0°, passando per il verde primario a 120° e il blu primario a 240°, e quindi tornando al rosso a 360°; per saturazione (detta anche purezza) si intende l'intensità e la purezza della singola tonalità; mentre la luminosità (detta anche brillanza) è un'indicazione della sua brillantezza; per questo la saturazione e la luminosità sono percentuali. 

Modelli cilindrici hsl e hsv/hsb

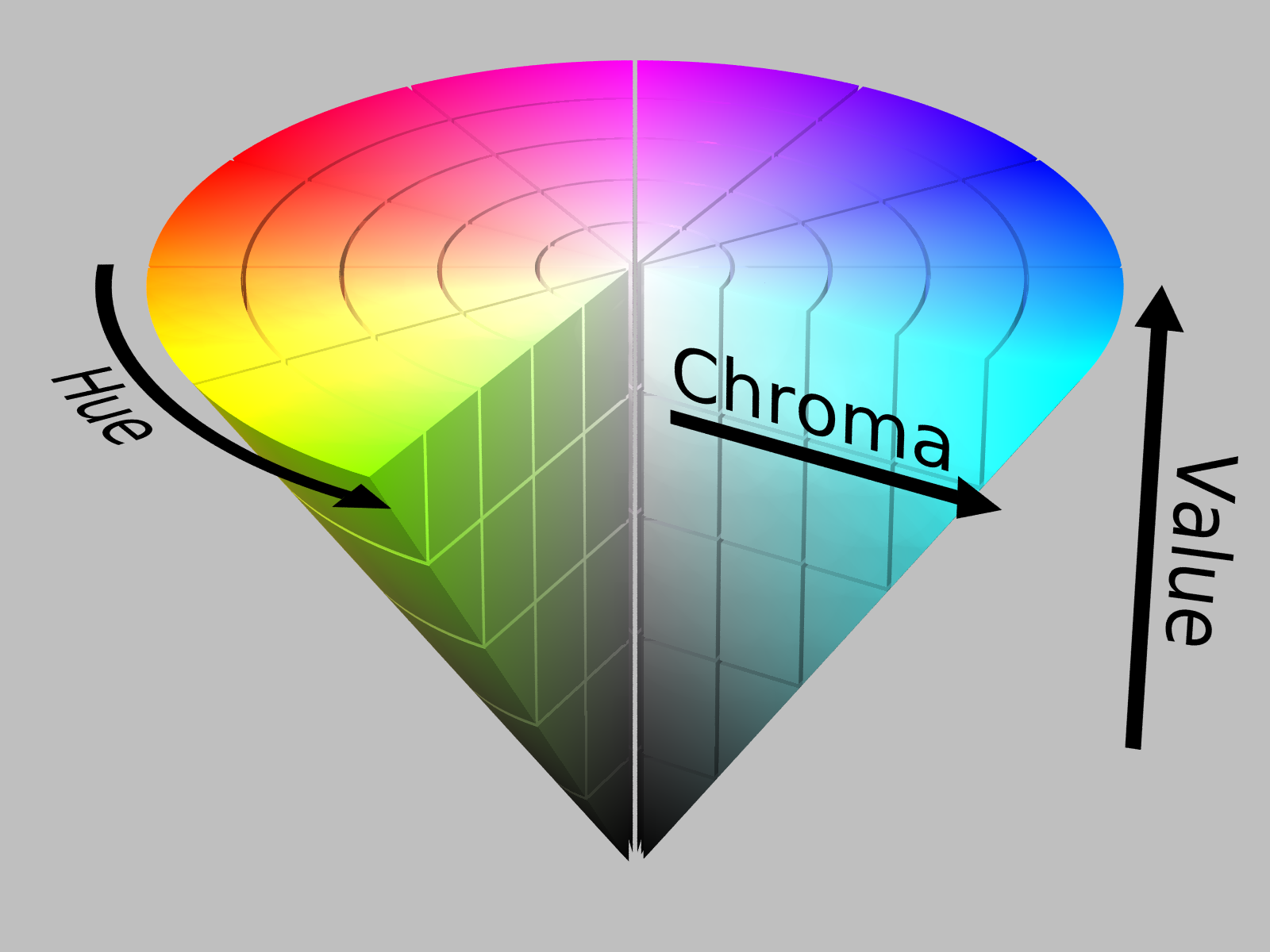
HSV visto come un cono.

Il modello HSL è particolarmente orientato alla prospettiva umana, essendo basato sulla percezione che si ha di un colore in termini di tinta, sfumatura e luminosità.
Il sistema di coordinate dei modelli HSL è definito come da H (tonalità), S (saturazione) e L (luminosità).
La tonalità H viene misurata da un angolo intorno all'asse verticale, con il rosso a 0 gradi, il verde a 120 e il blu a 240. L'altezza del modello rappresenta la luminosità (L) con lo zero che rappresenta il nero e l'uno il bianco.
La saturazione (S) invece va da zero, sull'asse del modello, a uno sulla sua superficie.